# Nizam DRedd

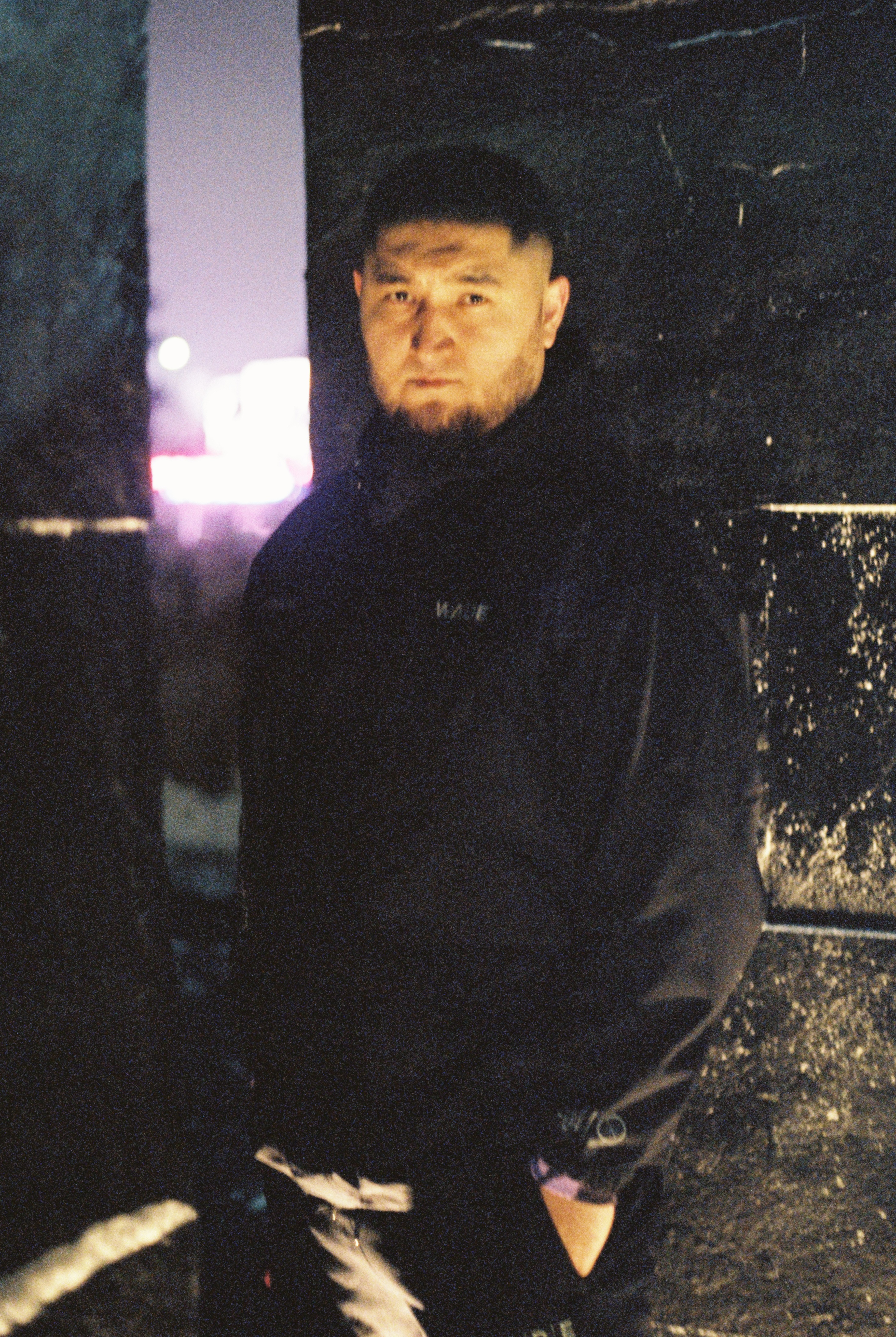
Nizam DRedd (2023)

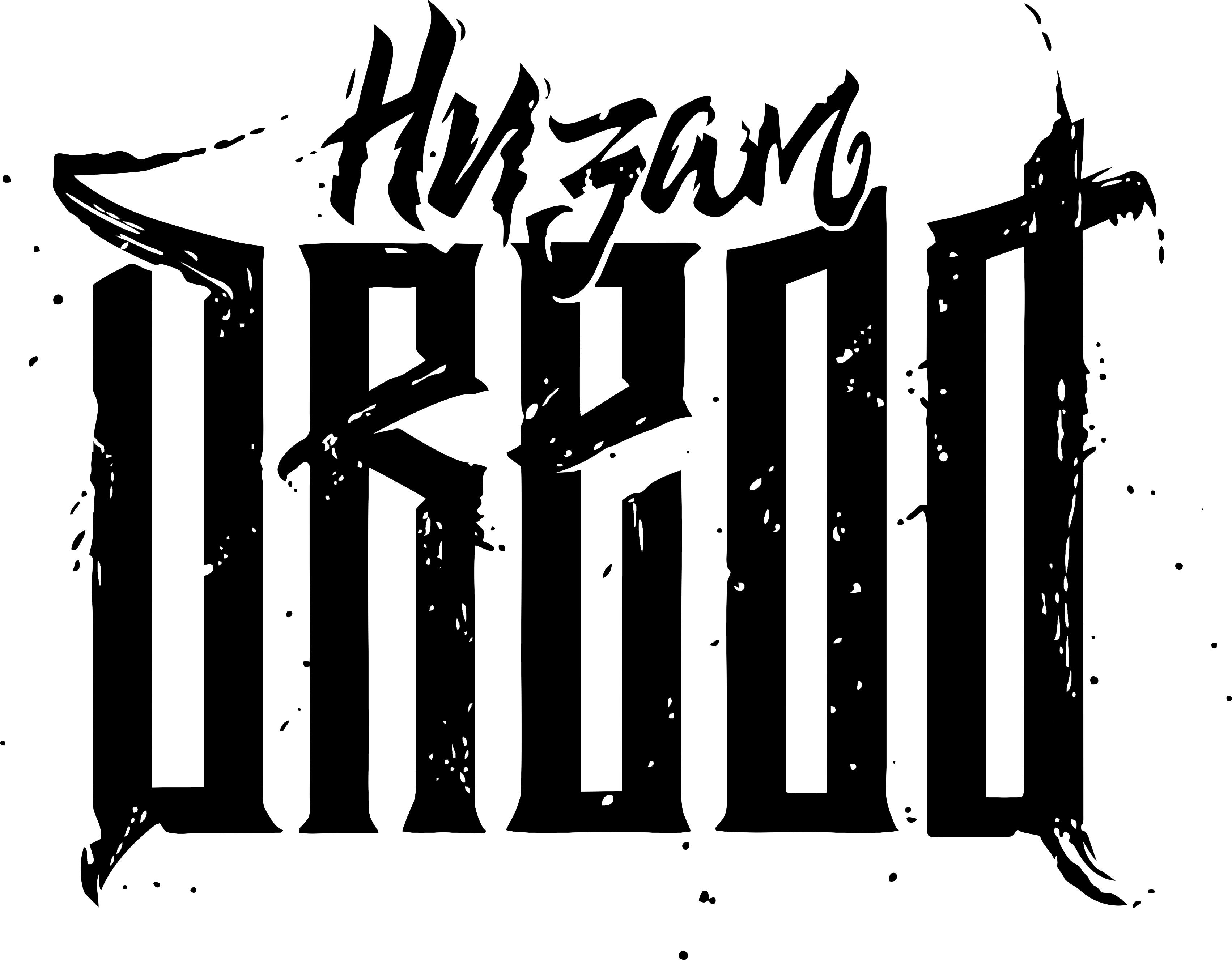
Nizam DRedds Logo

Nisam Ruslanowitsch Mametalijew (kasachisch Низам Русланович Маметалиев Nizam Ruslanovich Mametaliev; geboren am 1. August 1989 in Almaty, Kasachische SSR, UdSSR) ist ein kasachischer Rapper uigurischer Herkunft, besser bekannt unter den Künstlernamen Nizam DRedd und DRedd Mehrfacher Teilnehmer der Online-Battles von hip-hop.ru und InDaRnB. Er erlangte große Bekanntheit durch Songs wie „Keine Angst“ (russisch: „Страха нет“) und „Traurig auf glückliche Weise“ (russisch: „Грусти по-счастливому“) und ist Gründer und Inhaber des YouTube-Kanals „MNC Motivation“.

## Leben und Karriere
Nizam Mametalijew wurde am 1. August 1989 in Almaty geboren. Sein Vater, Ruslan Mametalijew, ist Uigure; seine Mutter, Anisat Mametalijewa, ist Latschin. Schon in seiner Jugend begeisterte er sich für Rap. Er absolvierte 9 Klassen an der Sekundarschule Nr. 69 in Almaty. Während der Schulzeit war er sportlich sehr aktiv und nahm an Wettkämpfen teil.
Im Oktober 2013 fanden in Almaty Armwrestling-Wettbewerbe statt. Das Turnier zog über 200 Teilnehmer aus verschiedenen Regionen an. Nizam belegte den ersten Platz und wurde Stadtmeister von Almaty in der Superschwergewichtskategorie (über 100 kg).
Nach dem Schulabschluss studierte er am „College für Architektur, Design und Ingenieurwesen“, das er 2009 abschloss.
2010 begann er mit der Videografie und drehte später Werbespots für große Marken wie Toyota, Lexus, Coca-Cola, Visa, Servier, Abbott usw.
Mit Beginn seiner Musikkarriere nahm er den Künstlernamen DRedd an. Seine Musik verbreitete er vor allem über die sozialen Netzwerke, zunächst in Kasachstan, später auch in anderen postsowjetischen Ländern. Unter seinen frühen Werken wurde das Lied „Города“ populär.
Mit Musik begann er aktiv mit Underground-Battle-Tracks im Jahr 2007. Vor der Musik war er sehr an Spielfilmen interessiert, was ihn letztlich zur kreativen Tätigkeit führte. Am 29. Oktober 2010 trat er erstmals auf einem Konzert auf in seiner Heimatstadt Almaty.
Im Jahr 2016 trat Nizam als Juror der zweiten Staffel des Rap-Battles 
SLOVO: Kasachstan auf.

### 2007–2010: Der Anfang
Im Jahr 2009 lernte er Künstler wie GMS und Offside kennen. Gemeinsam gründeten sie die Gruppe Almaty Legion. Nach der Auflösung der Gruppe blieb der Name des Labels „Almaty Legion“ bei Nizam. Im Jahr 2010 veröffentlichte Nizam sein erstes Solo-Mixtape „Я против“ (deutsch: Ich bin dagegen).

### 2010–2012: Kreative Phase
Im Jahr 2012 erschien das Mixtape mit dem Titel "Колонизация" (deutsch: Kolonisierung), an dem Künstler wie Shot, Dessar, T1One und andere beteiligt waren.
In seinen Tracks provozierte und griff er viele andere Rapper an. In dieser Zeit entstanden gemeinsame Songs mit Künstlern wie AL Hammer, Dessar, RZN Coast, Micfire [Mafyo], Shot, Кто Proтив, T1one, Nagora, Chudo, Mr. Hyde, Lok Dog, Rem Digga, Dom1no, Elvira T, Tanir, Q-Fast, SD, El Paso und anderen.

### 2013–2016: Richtungswechsel in der Kreativität
Ab 2013 begann eine aktive Phase in seiner musikalischen Laufbahn, in der viele Tracks entstanden. Aus unbekannten Gründen gingen jedoch einige dieser Songs verloren.
Das Album „Реабилитация“ (deutsch: Rehabilitation) erschien 2015 und umfasste 24 Titel. Die Hälfte davon wurden von Nizam solo interpretiert. Songs wie „Давай, вставай!“ (deutsch: Komm, steh auf!), „Моя свобода“ (deutsch: Meine Freiheit), „Кем мы были раньше“ (deutsch: Wer wir früher waren) gehören zu den beliebtesten Werken unter seinen Fans.

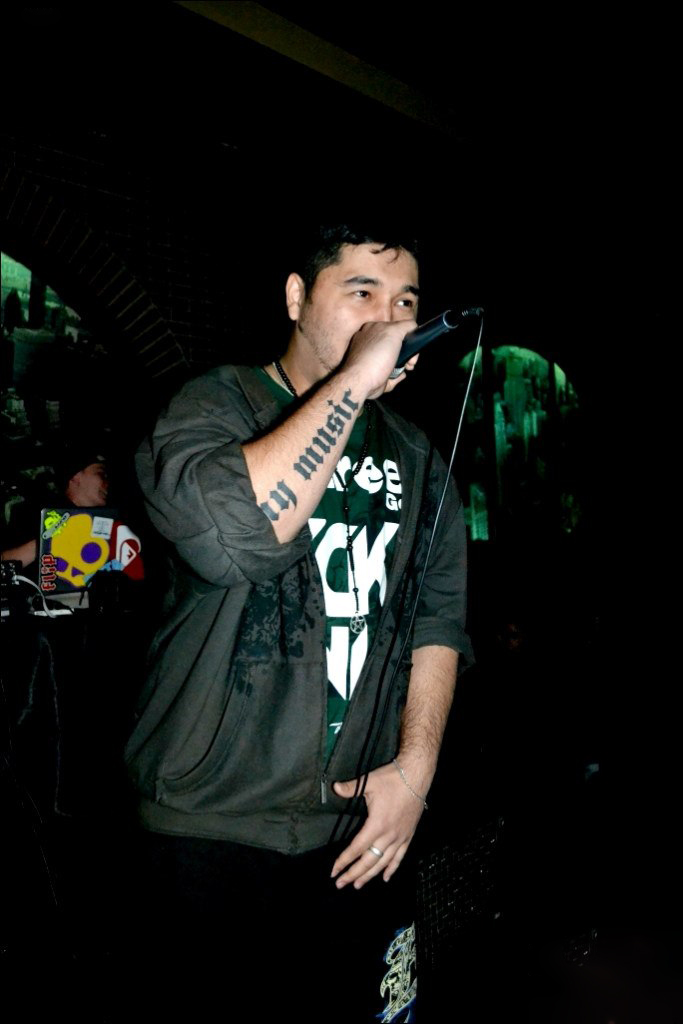
Auftritt von Nizam DRedd bei „Tochka Kipenija“ 2013

### 2017–2021: Fünf Alben
Im Jahr 2017 erschien das Album „Пик“ (deutsch: Gipfel). Der Song „Уставшие люди“ (deutsch: Müde Menschen) aus dem Album wurde im Fernsehen auf dem Sender MuzzOne ausgestrahlt. Daran erinnert er sich in einem Interview für das Programm BackStage Media Academy:
Im 2018 erschien das Album „Прорвёмся“ (deutsch: Wir schaffen es).
Im 2019 folgte das Album „Все в твоих руках“ (deutsch: Alles liegt in deinen Händen).

„Hier ist ein weiterer erfahrener Rapper, der den Titel als wichtigste Rap-Entdeckung dieses Jahres anstrebt. Ein leuchtender Vertreter des kasachischen Hip-Hop, dessen Musik sowohl lyrische als auch Battle-Tracks enthält. Er erzählte uns viele interessante und lustige Fakten aus seinem Leben. Zum Beispiel gab es vor einigen Jahren bei einem gemeinsamen Konzert mit Skryptonite weniger Zuschauer als auftretende Rapper.“

Am 22. September 2020 erschien das Musikvideo „Холодный, как лёд“ (deutsch: Kalt wie Eis). Regisseurin und Kamerafrau war Alina Pjazok, eine der Mitbegründerinnen der Gruppe Little Big, deren provokative Clips auf YouTube Millionen von Aufrufen sammeln.
Am 3. März 2020 erschien das Album „Раньше было по-другому“ (deutsch: Früher war es anders), das viele Kollaborationen enthält.
Im April 2021 veröffentlichte Nizam sein sechstes Soloalbum unter dem Titel „Белладонна“ (deutsch: Belladonna).

### 2022–2024: Rückkehr
Im Juni 2022 erschien die neue Single „Вечное сияние“ (deutsch: Ewiger Glanz) zusammen mit Molodoi Ra.
Im August 2022 folgte die Single „Сверхгигант“ (deutsch: Überriese).
Im April 2023 erschien die neue Single „Две тысячи масок“ (deutsch: Zweitausend Masken) sowie das Musikvideo dazu.
Im November 2023 erschien das neue Album „Левиафан“ (deutsch: Leviathan) gemeinsam mit SD und This Blind.

„Trotz solcher überwiegend starken Seiten wie Beats, Refrains, reiferen Texten und dem Gesamtkonzept wird „Leviathan“ dennoch nicht als völlig neues Werk wahrgenommen. Es ist eher eine logische Fortsetzung aller bisherigen Veröffentlichungen von Nizam DRedd ohne grundsätzlich neue Ansätze oder Entwicklungen.“

Am 6. Juni 2024 veröffentlichte Nizam sein Buch mit dem Titel „Низам DRedd. Стихи“ (deutsch: Nizam DRedd. Gedichte). Es handelt sich um ein literarisches Projekt, das auf den Songtexten des Rappers basiert. Die Ausgabe ist eine Sammlung von Gedichten, die aus den Texten seiner Lieder bestehen und durch Illustrationen ergänzt werden, die den emotionalen und künstlerischen Gehalt der Texte unterstreichen.
Am 5. April 2024 veröffentlichte er die neue Single „Святая вера“ (deutsch: Heiliger Glaube) mit Beteiligung des russischen Rappers bllack-santa.
Am 1. Juni 2024 erschien die Single „Завтра уже поздно“ (deutsch: Morgen ist es schon zu spät).
Am 15. Oktober 2024 erschien die Single „Прекрасное далёко“ (deutsch: Schöne Ferne). aufgenommen mit dem Rapper AlvinToday, einem Battle-MC, der am Projekt SLOVO: Kasachstan teilgenommen hat und Hits für Jah Khalib und Liili schrieb.
Am 1. November 2024 erschien die neue Single „Только бог нас осудит“ (deutsch: Nur Gott wird uns richten).

„Am 15. November veröffentlichte Nizam seine neue brutale Single „Высота“ (deutsch: Höhe). Eine großartige Gelegenheit, einen zielstrebigen Künstler zu entdecken, der einen langen Weg gegangen ist und eindeutig bereit ist, weiterzugehen.“

Am 15. November 2024 erschien die neue Single „Высота“ (deutsch: Höhe).

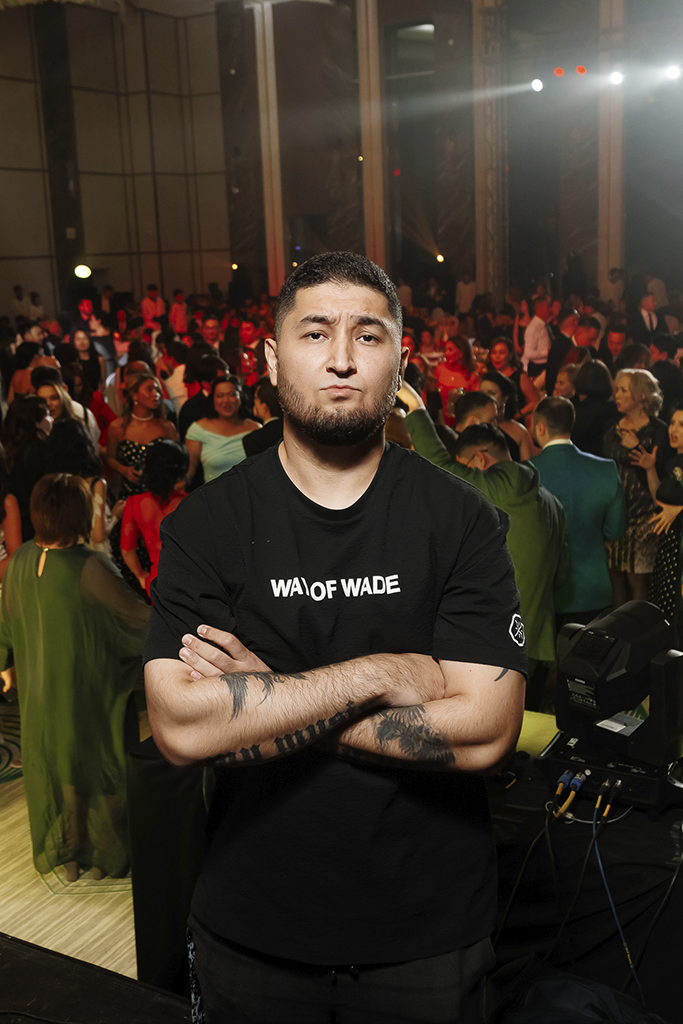
Auftritt von Nizam DRedd im Jahr 2024

### Seit 2025
Am 1. Januar 2025 erschien die neue gemeinsame Single mit dem deutschen Rapper K.R.A. unter dem Titel „Уставший зритель“ (deutsch: Der müde Zuschauer). Die Veröffentlichung stieß auf besonderes Interesse, da die Fans seit dem letzten Album von K.R.A. vor einigen Jahren auf neues Material gewartet hatten.
Am 12. April 2025 erschien die neue Single „Война, Мор, Голод, Смерть“ (deutsch: Krieg, Pest, Hunger, Tod).
Am 1. Mai 2025 erschien die neue Single „В глазах смотрящего“ (deutsch: In den Augen des Betrachters).

### Geschichte des YouTube-Kanals
Nizam startete seinen eigenen YouTube-Kanal im November 2019 im Alter von 30 Jahren unter dem Namen „MNC Motivation“; er veröffentlichte dort Motivationsinhalte.
Seine Videos blieben jedoch zunächst unbekannt – bis zur Veröffentlichung des Clips „Das Leben ist kurz“ im Jahr 2020, das Millionen von Aufrufen erzielte. Im Jahr 2022 erhielt Nizam die silberne YouTube-Auszeichnung für 100.000 Abonnenten.
Bis zum Jahr 2025 hatte der Kanal über 304.000 Abonnenten und mehr als 63 Millionen Aufrufe.

### Privates
DRedd ist verheiratet und hat einen Sohn. Dieser spielte bereits im Alter von zwei Jahren eine Rolle in Akan Satayevs Film „Der Sonnenaufgang der Großen Steppe“.

## Diskografie

### Studioalben
| Titel                                                       | Details                                                            |
| „Реабилитация“ (deutsch: Rehabilitation)                    | - Veröffentlichung: 1. Januar 2015 - Format: Download, Streaming   |
| „Пик“ (deutsch: Gipfel)                                     | - Veröffentlichung: 2. Dezember 2017 - Format: Download, Streaming |
| „Прорвёмся“ (deutsch: Wir schaffen es)                      | - Veröffentlichung: 2. April 2018 - Format: Download, Streaming    |
| „Все в твоих руках“ (deutsch: Alles liegt in deinen Händen) | - Veröffentlichung: 14. März 2019 - Format: Download, Streaming    |
| „Раньше было по другому“ (deutsch: Früher war es anders)    | - Veröffentlichung: 3. März 2020 - Format: Download, Streaming     |
| „Белладонна“ (deutsch: Belladonna)                          | - Veröffentlichung: 4. Januar 2021 - Format: Download, Streaming   |
| „Левиафан“ (deutsch: Leviathan)                             | - Veröffentlichung: 11. Januar 2023 - Format: Download, Streaming  |

### Mixtapes
- 2012 – „Колонизация“ (deutsch: Kolonisierung)

### Singles
- 2011 – „Города“ (deutsch: Ich habe gesehen) (feat. BriZ)
- 2020 – „Я видел“ (deutsch: Ich habe gesehen) (feat. Wowa PRIME)
- 2022 – „Вечное сияние“ (deutsch: Ewiger Glanz) (feat. Molodoi Ra)
- 2022 – „Сверхгигант“ (deutsch: Überriese)
- 2023 – „Две тысячи масок“ (deutsch: Zweitausend Masken)
- 2023 – „Секунда до рая“ (deutsch: Eine Sekunde bis zum Paradies)
- 2023 – „Забытые люди“ (deutsch: Vergessene Menschen)
- 2024 – „Жизнь“ (deutsch: Das Leben) (feat. This Blind)
- 2024 – „Святая Вера“ (deutsch: Heiliger Glaube) (feat. bllack-santa)
- 2024 – „Завтра уже поздно“ (deutsch: Morgen ist es schon zu spät)
- 2024 – „Только Бог нас осудит“ (deutsch: Nur Gott wird uns richten)
- 2024 – „Высота“ (deutsch: Höhe)
- 2025 – „Уставший зритель“ (deutsch: Der müde Zuschauer) (feat. K.R.A.)
- 2025 – „Война, Мор, Голод, Смерть“ (deutsch: Krieg, Pest, Hunger, Tod)
- 2025 – „В глазах смотрящего“ (deutsch: In den Augen des Betrachters)

Mitwirkungen
- 2017 – „BOOK ONE“ (Album von MORRALLES)

## Bibliografie
- 2024 — „Nizam DRedd. Gedichte. Sammlung der besten Texte“

## Auszeichnungen und Nominierungen
| Jahr | Preis                                                   | Nominierung              | Ergebnis    |
| ---- | ------------------------------------------------------- | ------------------------ | ----------- |
| 2015 | Eurasischer Musikpreis «EMA» / EMA Eurasian Music Award | „Bestes Hip-Hop-Projekt“ | Nominierung |

## Videografie
| Jahr | Musikvideo                                                                 | Regisseur   | Anmerkung |
| ---- | -------------------------------------------------------------------------- | ----------- | --------- |
| 2014 | „Не держи, отпусти“ (deutsch: Nicht festhalten, lass los) (Ft. This Blind) | M. Nizam    |           |
| 2014 | „Уставшие люди“ (deutsch: Erschöpfte Menschen) (Ft. This Blind)            | T. Kristina |           |
| 2015 | „Кем мы были раньше“ (deutsch: Wer wir früher waren)                       | T. Solt     |           |
| 2016 | „Холодный как лёд“ (deutsch: Kalt wie Eis)                                 | P. Alina    |           |
| 2016 | „Бумеранг“ (deutsch: Bumerang) (Ft. Topsy Kretzzz, Rasiel)                 | M. Nizam    |           |
| 2023 | „Две тысячи масок“ (deutsch: Zweitausend Masken)                           | T. Solt     |           |
| 2025 | „Уставший зритель“ (deutsch: Der müde Zuschauer) (K.R.A.)                  | M. Nizam    |           |